# Fannie Mae
Federal National Mortgage Association (Quỹ Thế chấp Nhà ở Quốc gia Liên bang), viết tắt là FNMA, còn được gọi là Fannie Mae, là một công ty đại chúng và là một tổ chức tài chính của Hoa Kỳ chuyên mua và chứng khoán hóa các khoản thế chấp nhằm đảm bảo về tài chính cho tổ chức tài chính cho người dân vay tiền để mua nhà ở.
Khi một người Hoa Kỳ muốn vay tiền từ một tổ chức tài chính nào đó để mua nhà, họ thế chấp nhà của mình cho tổ chức đó. Fannie Mae sẽ mua khoản thế chấp đó từ tổ chức tài chính, chuyển khoản thế chấp này thành phiếu nợ đảm bảo bằng tài sản, rồi đem bán cho các nhà đầu tư chứng khoán với cam kết rằng sẽ trả gốc và lãi đúng hạn cho họ. Phần chênh lệch giữa tiền thu được từ bán chứng khoán và số tiền bỏ ra mua khoản thế chấp là nguồn thu của Fannie Mae. Cơ chế này tạo ra một sự đảm bảo cả cho người đi mua nhà lẫn tổ chức tín dụng. Nếu không có, tổ chức tín dụng có thể ngần ngại cho người mua nhà vay tiền vì sợ rủi ro rằng người đi vay không trả được nợ. Ngoài ra Fannie Mae còn đi vay trên thị trường nợ, thường là với lãi suất thấp hơn lãi suất của ngân hàng, rồi đi mua lại các khoản cầm cố của các tổ chức tín dụng.
Fannie Mae được thành lập vào năm 1938 để ổn định hóa nguồn cung nhà ở cho Hoa Kỳ sau Đại Khủng hoảng. Ban đầu, nó là một công ty do chính phủ tài trợ. Sau đó vào năm 1968, chính phủ Hoa Kỳ quyết định chuyển đổi sở hữu của công ty này, thành một công ty cổ phần. Công ty niêm yết cổ phiếu tại Sở Giao dịch Chứng khoán New York với mã là FNM Lưu trữ ngày 23 tháng 12 năm 2008 tại Wayback Machine.
Fannie Mae và Freddie Mac đã cùng nhau kiểm soát gần như toàn bộ thị trường nhà ở của Hoa Kỳ. Khi cuộc khủng hoảng tín dụng nhà ở thứ cấp nổ ra, cả hai cùng bị tổn thất tài chính nặng nề vì họ sở hữu hoặc bảo lãnh cho một nửa tổng số nợ thế chấp mua nhà của cả nước. Giá cổ phiếu của Fannie Mae sụt nghiêm trọng. Chính phủ và Quốc hội Hoa Kỳ đang xem xét kế hoạch quốc hữu hóa Fannie Mae và Freddie Mac.